# Empresa de Acueducto y Alcantarillado de Bogotá
La Empresa de Acueducto y Alcantarillado de Bogotá, por su sigla EAAB, es la entidad pública que administra y regula el agua potable, saneamiento y recolección de residuos de la ciudad de Bogotá y de algunos municipios de Cundinamarca. Tiene a su cargo cerca de 7 000 kilómetros de red de saneamiento.

## Historia

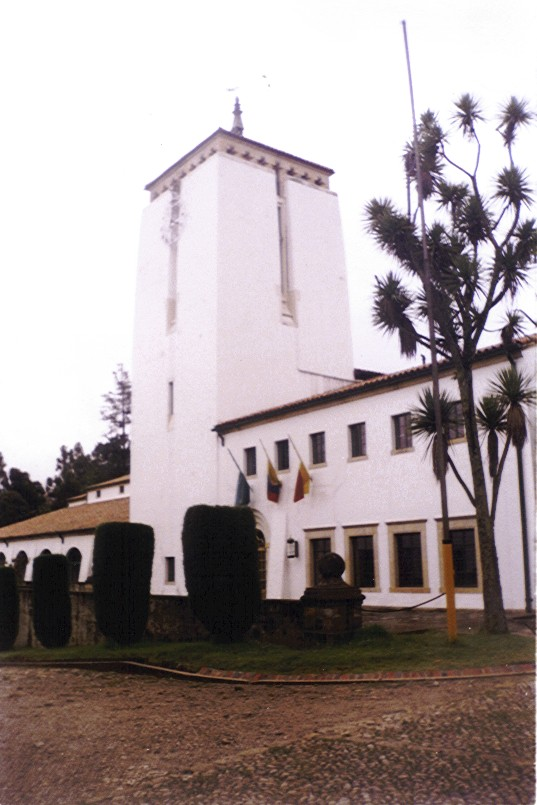
Planta de tratamiento de Vitelma.

La ciudad de Bogotá se fundó entre otras razones por la existencia en sus inmediaciones de los ríos San Francisco y San Agustín (o Manzanares), que durante siglos sirvieron como fuentes de abastecimiento de agua potable, pero también mecanismo de evacuación de sus aguas servidas, aprovechando el gradiente vertical de la ciudad colonial, ubicada en el piedemonte de los cerros Orientales. De hecho, en 1584 se construyó la primera fuente de la ciudad colonial, llamada el Mono de la Pila, que tomaba sus aguas del río San Agustín
Durante el siglo XVII se construyeron otras fuentes, también rudimentarias, y solo hasta 1757 se inauguró el acueducto de Agua Nueva, que tomaba sus aguas del San Francisco. Respecto a los colectores, se realizaba aprovechando el gradiente vertical de la ciudad, que se ubicaba en el piedemonte de los cerros Orientales, usando las calles y carreras, por cuyo centro corría un caño revestido por lajas que el agua de lluvia se encargaba de llevar a los ríos y pantanos del occidente de la ciudad.
En 1886 se concedió a empresarios privados la exclusividad para establecer, usar y explotar los acueductos de la ciudad y de Chapinero durante 70 años. El primer tramo de tubería de hierro comenzó a operar el 2 de julio de 1888. El servicio prestado fue sin embargo de pésima calidad, lo que perpetuó durante estas décadas la insalubridad sanitaria que desde siglos atrás caracterizaba a la ciudad.
En efecto, en 1914 el Acueducto regresó a la Municipalidad. En 1920 se inició la clorificación y a finales de la década se constituyó una nueva empresa, unida al tranvía y al acueducto de la ciudad. Durante este período entre 1933 y 1938 se construyó la primera planta de tratamiento moderna del país conocida como Vitelma que estuvo en operación hasta 2003.
Por su parte, la Empresa de Acueducto y Alcantarillado de Bogotá se creó en 1955 desvinculándose del tranvía pero no del sistema de saneamiento. En 1959 se construyó la planta de tratamiento de Tibitoc y en 2000 se iniciaron las obras de la represa de Chingaza. En 1997 entró asimismo el embalse de San Rafael.